# Uncle Meat
Uncle Meat, släppt 1969, är soundtracket till The Mothers of Inventions långtidsförsenade film med samma namn. Skivomslaget är designat av Cal Schenkel och innehåller orden "(Most of the Music from The Mother's [sic] Movie of the Same Name Which We Haven't Got Enough Money to Finish Yet)", vilket på svenska översätts till "(Den mesta musiken från The Mother's [sic] Film med samma namn som vi inte har tillräckligt med pengar till för att kunna slutföra än)". Filmen släpptes direkt på video året 1987.
Uncle Meat markerar en evolution i Frank Zappas karriär (ledare för dåvarande The Mothers of Invention), då musiken går allt närmare jazz och klassisk musik på det viset Zappa såg på genrerna. Albumet innehåller också doo-wop, blues, rock och ljudklipp från filmen. Albumet hänger ihop av drömska melodier, medvetande texter och en scen av musikaliska teman och subteman. Figuren Suzy Creamcheese medverkar också på albumet.
CD- versionen av albumet, som släpptes 1987, innehåller ett nytt spår vid namn "Tengo Na Minchia Tanta" (sicilianska för "Jag har en stor kuk"), sjungen på italienska av Massimo Bassoli. CD- versionen innehåller också ungefär 40 minuter ljudklipp från filmen. De nya spåren har dock fått mycket kritik då "Tengo Na Minchia Tanta" är inspelad många år senare än både albumet och filmen, och ljudbitarna från filmen har sagts vara irrelevanta till resten av albumet.

## Låtlista

### Vinylversionen

#### Sida ett
1. "Uncle Meat: Main Title Theme" – 1:56
2. "The Voice of Cheese" – 0:26
3. "Nine Types of Industrial Pollution" – 6:00
4. "Zolar Czakl" – 0:54
5. "Dog Breath, in the Year of the Plague" – 3:59
6. "The Legend of the Golden Arches" – 3:28
7. "Louie Louie (At the Royal Albert Hall in London)" (Richard Berry) – 2:19
8. "The Dog Breath Variations" – 1:48

#### Sida två
1. "Sleeping in a Jar" – 0:50
2. "Our Bizarre Relationship" – 1:05
3. "The Uncle Meat Variations" – 4:46
4. "Electric Aunt Jemima" – 1:46
5. "Prelude to King Kong" – 3:38
6. "God Bless America" (Irving Berlin) – 1:10
7. "A Pound for a Brown on the Bus" – 1:29
8. "Ian Underwood Whips It Out" – 5:05

#### Sida tre
1. "Mr. Green Genes" – 3:14
2. "We Can Shoot You" – 2:03
3. "If We'd All Been Living in California..." – 1:14
4. "The Air" – 2:57
5. "Project X" – 4:48
6. "Cruisin' for Burgers" – 2:18

#### Sida fyra
1. "King Kong Itself (as played by the Mothers in a studio)" – 0:49
2. "King Kong II (its magnificence as interpreted by Dom DeWild)" – 1:21
3. "King Kong III (as Motorhead explains it)" – 1:44
4. "King Kong IV (the Gardner Varieties)" – 6:17
5. "King Kong V (as played by 3 deranged Good Humor Trucks)" – 0:34
6. "King Kong VI (live on a flat bed diesel in the middle of a race track at a Miami Pop Festival . . . the Underwood ramifications)" – 7:24

### CD- versionen

#### Disk ett
1. "Uncle Meat: Main Title Theme" – 1:56
2. "The Voice of Cheese" – 0:26
3. "Nine Types of Industrial Pollution" – 6:00
4. "Zolar Czakl" – 0:54
5. "Dog Breath, in the Year of the Plague" – 3:59
6. "The Legend of the Golden Arches" – 3:28
7. "Louie Louie (At the Royal Albert Hall in London)" (Richard Berry) – 2:19
8. "The Dog Breath Variations" – 1:48
9. "Sleeping in a Jar" – 0:50
10. "Our Bizarre Relationship" – 1:05
11. "The Uncle Meat Variations" – 4:46
12. "Electric Aunt Jemima" – 1:46
13. "Prelude to King Kong" – 3:38
14. "God Bless America" (Irving Berlin) – 1:10
15. "A Pound for a Brown on the Bus" – 1:29
16. "Ian Underwood Whips It Out" – 5:05
17. "Mr. Green Genes" – 3:14
18. "We Can Shoot You" – 2:03
19. "If We'd All Been Living in California..." – 1:14
20. "The Air" – 2:57
21. "Project X" – 4:48
22. "Cruisin' for Burgers" – 2:18

#### Disk två
1. "Uncle Meat Film Excerpt, Pt. 1" – 37:34
2. "Tengo Na Minchia Tanta" – 3:46
3. "Uncle Meat Film Excerpt, Pt. 2" – 3:50
4. "King Kong Itself (as played by the Mothers in a studio)" – 0:49
5. "King Kong II (its magnificence as interpreted by Dom DeWild)" – 1:21
6. "King Kong III (as Motorhead explains it)" – 1:44
7. "King Kong IV (the Gardner Varieties)" – 6:17
8. "King Kong V (as played by 3 deranged Good Humor Trucks)" – 0:34
9. "King Kong VI (live on a flat bed diesel in the middle of a race track at a Miami Pop Festival . . . the Underwood ramifications)" – 7:24